# Vodochody
Vodochody település Csehországban, a Kelet-prágai járásban. Vodochody Klíčany, Klecany, Odolena Voda, Máslovice, Postřižín és Větrušice településekkel határos. Lakosainak száma 788 fő (2024. január 1.).

## Népesség
A település lakosságának változását az alábbi diagram mutatja:
| Lakosok száma | 452  | 630  | 609  | 554  | 457  | 565  | 537  | 641  | 789  | 788  |
|               | 1869 | 1900 | 1921 | 1961 | 1980 | 2010 | 2016 | 2019 | 2021 | 2024 |